# Portalna dizalica
Portalna dizalica ili portalni granik je dizalica koja ima vozno postolje u obliku portala (vrata) koja čini okvirnu metalnu konstrukciju s okomitim nogama spojenima s vodoravnim nosačem po kojem se vozi mačka za dizanje tereta.

## Podjela
Most portalnih dizalica oslanja se na nogare postavljene na tračnicama položenima u ravnini zemlje. Portalne se dizalice grade i za kretanje po podu bez tračnica, ali i kao nepomične dizalice. Na postolju portalnih dizalica kreću se vitla različitih konstrukcija ili okretne dizalice (okretna vitla). Ako nogari postoje samo s jedne strane mosta, a s druge strane je tračnica dizalice postavljena visoko kao za mosna dizalica, takve se dizalice nazivaju poluportalnim dizalicama.

### Portalne dizalice s okretnim vitlom
Portalne dizalice s okretnim vitlom, koje su zapravo okretne dizalice s krutim ili pomičnim dohvatnikom, grade se s jednostavnim i niskim nogarima. Ipak je most takve dizalice mnogo teži od mosta portalne dizalice s običnim vitlom. Zbog velike mase mosta, njegova brzina vožnje je malena i iznosi od 0,25 do 0,5 m/s. Veći se radni učinak postiže ako takva dizalica radi uz nepokretan most, to jest samo s okretnim vitlom. Također, zbog velike mase okretnog vitla ono ima manju brzinu vožnje od običnog vitla.

### Portalne dizalice s običnim vitlom
Portalne dizalice s običnim vitlom imaju most s jednim ili s dva punostjena ili rešetkasta nosača. Postoje i mostovi kombinirane konstrukcije, a koja će se od izvedbi odabrati, ovisi uglavnom o nosivosti dizalice i o njegovu rasponu. Mostovi sa simetrično opterećenim jednim nosačem koji služe za prijenos komadne robe, grade se kao punostjeni nosači za raspone do 25 m i duljine mosta do oko 40 m. Za veće raspone, do 40 m, i veće duljine mosta upotrebljavaju se rešetkasti nosači, jer imaju manje plohe izložene vjetru. Mostovi s jednim nosačem uobičajene konstrukcije grade se za nosivost do 16 tona i za vitlo koje se kreće po donjem pojasu nosača. Mostovi s dva nosača i običnim vitlom s kukom ili zahvatačem imaju uglavnom veću nosivost. Mostovi s jednim kutijastim nosačem i kutnim vitlom dolaze u obzir i za veliku nosivost. Most portalnih dizalica može se produžiti preko nogara pomoću prepusta s jedne ili s obje strane. Tada su nogari tako postavljeni da kroz njih može prolaziti vitlo. Razlikuju se portalne dizalice za montažne radove i portalne dizalice za premetanje robe. 

### Brodogradilišne portalne dizalice
Brodogradilišne portalne dizalice za nošenje velikih sekcija pri gradnji brodova, nosivosti 750 t, raspona 130 m i visine dizanja do 80 m, spada među velike portalne dizalice u svijetu. Njegova se dva vitla kreću po mostu sastavljenom od dva kutijasta nosača trapeznog oblika. Manje vitlo, takozvano vitlo za prekretanje, ima nosivost 250 tona. Veće vitlo, ispod kojeg može prolaziti vitlo za prekretanje, ima dva međusobno neovisna mehanizma za dizanje, svaki nosivosti 250 tona. Pomoću ta 3 mehanizma dižu se, prenose i prekreću sekcije broda. Upravljačnica se nalazi na kraju 10 m dugačkog nosača pričvršćenog na većem vitlu. Za pogon služe elektromotori istosmjerne struje koji se mogu regulirati u vrlo širokom području, što omogućuje precizno postavljanje dijelova konstrukcije. Dizalica se kreće na 64 kotača promjera 900 mm. Mehaničko-električni uređaj sprečava da se pri vožnji dizalica upopriječi. Najveće brodogradilišne portalne dizalice imaju nosivost 1 500 tona i visinu dizanja do 100 m.

### Portalne dizalice za premetanje šljunka
Portalne dizalice za premetanje šljunka su izrađene od čeličnih cijevi.

### Kontejnerske portalne dizalice
Kontejnerske portalne dizalice služe za pretovar kontejnera na kontejnerskim kolodvorima.

### Posebne grupe portalnih dizalica
Posebne grupe među portalnim dizalicama čine pretovarni mostovi, brodski istovarivači i brodski utovarivači.

#### Pretovarni mostovi
Pretovarni mostovi upotrebljavaju se za premetanje komadne robe, a mnogo češće za sipke terete. Glavno im je obilježje dugačak most, a često i veliki raspon, tako da premošćuje čitava skladišta zajedno sa željezničkim kolosijecima, a u lukama sežu i iznad brodova. Drugo im je obilježje mala brzina vožnje dizalice, a velika brzina vožnje vitla, jer tokom rada radi samo vitlo, a most stoji. Brzina vitla pretovarnih mostova odabire se prema duljini graničkog mosta, pa je često od 2 m/s, a katkada i do 5 m/s. Brzina vožnje dizalice manja je od 0,5 m/s, a katkada i manja od 0,3 m/s. Tada takva dizalica gubi svojstvo pokretne dizalice, jer joj je uzdužna vožnja (vožnja mosta) potrebna samo da zauzme određeni položaj i da na tom mjestu omogući rad vitlu. Brzina dizanja iznosi do 2 m/s. 
Pretovarni mostovi mogu imati obično vitlo, kutno vitlo i okretno vitlo. Okretno vitlo može biti napravljeno kao okretna dizalica. Uobičajena je rešetkasta metalna konstrukcija mosnih nosača pretovarnih mostova, ali ponekad se primjenjuju i kutijasti mosni nosači. Da bi pri premještanju pretovarnog mosta s jednog tovarnog brodskog grotla na drugo prepust ne bi zapeo za nadgrađe visokih morskih brodova, prepust se toga pretovarnog mosta na strani vode može podići. 
Budući da su pretovarni mostovi, a općenito i ostale portalne dizalice, pretežno smješteni na otvorenim prostorima, potrebno je da konstruktori i korisnici granika računaju s utjecajem vjetra. Da se zbog jakog vjetra pretovarni most ne bi pokrenuo, most se osigurava tračničkim kliještima, koja se mogu zatvarati ručno ili hidraulički. Postoje i potpuno automatizirana kliješta koja nakon svakog zaustavljanja dizalice ukliješte tračnicu, a automatski se otvore kad se kad se ponovno uključi mehanizam za vožnju. 
Što je veći raspon pretovarnih mostova i portalnih dizalica, to su važniji uređaji za kontrolu vožnje i za sprečavanje da se dizalica upopriječi. Ta kontrola za portalne dizalice većih raspona ostvaruje se mjerenjem prevaljenih putova, te kutova ili sila, pa kad se postigne određena granična vrijednost upopriječenog (kosog) položaja, isključuje se mehanizam za vožnju dizalice. U kosi položaj mogu dospjeti i portalne dizalice kojima pogonski kotači na objema stranama imaju istu brzinu vrtnje ako su promjeri kotača nejednaki, ili ako kotači posklizuju na tračnicama.   
Veći protok u premetanju sipkog tereta može se postići ugradnjom trakastog prenosila (transportera) na koji pada sipina iz lijevka pričvršćenoga na nogarima pretovarnog mosta. Zahvatač dizalice tada baca sipinu samo na lijevak, a materijal se prenosi prenosilom, postavljenim uzduž mosta dizalice ili u smjeru vožnje dizalice. 
Pretovarni mostovi mogu biti smješteni i na brodu kao palubne dizalice. Kreću se uzduž broda i mogu posluživati svako brodsko grotlo. Ako imaju hvatač kontejnera, onda su to jedna od vrsta kontejnerskih dizalica građenih za veliki kontejnerski pretovar u lukama. Druga vrsta kontejnerskih dizalice građenih u istu svrhu, takozvani portejneri, smješteni su na obali u lukama. Njihov prepust za podizanje seže iznad broda koji poslužuju. U posebnoj izvedbi takvi se pretovarni mostovi mogu izgraditi i za rad sa zahvatačem ili elektromagnetom. Za brzi pretovar u kontejnerskim lukama rade zajedno kontejnerski pretovarni mostovi (portejneri) i portalna nasložna kola.   
Razvitak specijalnih postrojenja i naprava za prijenos kontejnera posljedica je brzog povećanja kontejnerskog prijevoza. Budući da se često pretovar ne može obaviti bez međuskladištenja, naprave za prijenos kontejnera trebaju posluživati i skladišta, gdje se i do 3 kontejnera slažu jedan na drugi. Naprave za prijenos kontejnera mogu se razvrstati u nekoliko velikih skupina. U prvoj su skupini vozila koja se slobodno kreću po terenu, najčešće pokretana Dieselovim motorom. Među takva vozila spadaju i portalna nasložna kola. U drugoj su skupini kontejnerski portalne dizalice s prepustom ili bez njega, koja se kreću po tračnicama. Za pretovar u prekomorskim lukama najprikladnija je treća velika skupina naprava za prijenos, a to su portejneri (kontejnerski pretovarni mostovi), koji se kreću po tračnicama i najčešće imaju prepust koji se može podizati. Ako površina što je nadvoze portejneri nije dovoljno velika da služi i kao skladišna površina, tada portejneri rade zajednički s vozilima koja nisu vezana za tračnice, kao što su na primjer portalna nasložna kola. Ta vozila odlažu kontejnere na nekoj susjednoj površini, a kasnije ih dovoze na skladišni prostor što ga pokrivaju portejneri.

## Vanjske poveznice
|  | Zajednički poslužitelj ima još gradiva o temi Portalna dizalica |